# Nanteuil-Notre-Dame
Nanteuil-Notre-Dame è un comune francese di 69 abitanti situato nel dipartimento dell'Aisne della regione dell'Alta Francia.

## Società

### Evoluzione demografica
Abitanti censiti